# Árnesfjall
Árnesfjall är en kulle i republiken Island. Den ligger i regionen Västfjordarna, 210 km norr om huvudstaden Reykjavík. Toppen på Árnesfjall är 490 meter över havet.
Trakten runt Árnesfjall är nära nog obefolkad, med mindre än två invånare per kvadratkilometer. Trakten runt Árnesfjall består i huvudsak av gräsmarker.